# Lijst van programma's van Disney XD
Dit is een lijst van programma's van Disney XD in Nederland. Op 1 januari 2010 heeft de televisiezender Jetix vervangen. 

## A
- Aaron Stone
- Amazing Spiez, The
- American Dragon: Jake Long
- Avengers: Earth's Mightiest Heroes, The
- A Kind of Magic

## B
- Beyblade: Metal Fusion
- Big One, The
- BMX Arena
- Brandy & Mr. Whiskers

## C
- Cap Hunt
- Carl²
- Cars Toons
- Casper's Griezelschool
- Cluebie
- Cory in the House

## D
- Dinosaur King
- Disney's Friends for Change
- Ducktales
- Disney 11

## E
- Emperor's New School, The
- Expeditie Rangers
- Experimententour
- Extreme football

## F
- Fillmore
- Fort Boyard

## G
- Galactik Football
- Generations XD
- Gravity Falls (Vanaf 5 oktober 2013)
- Green Dream District

## H
- Hannah Montana
- Have a Laugh!
- High School Musical
- Hotnews.nl
- Huntik: Secrets & Seekers

## I
- Inazuma Eleven
- I'm in the Band

## J
- Jackie Chan Adventures
- Jimmy Two-Shoes

## K
- Kid vs. Kat
- Kickin’ It
- Kick Buttowski: Durfal met lef
- Kim Possible

## L
- Legend of Tarzan, The
- Liv and Maddie
- Lab Rats
- Lanfeust Quest

## M
- Matt's Monsters
- Monster Buster Club
- Mighty Med

## N
- Next X

## O
- Oscar's Oasis

## P
- Pair of Kings
- Pat & Stan
- Penn Zero: Part-Time Hero
- Phil of the Future
- Phineas en Ferb
- Pokémon
- Proud Family, The

## R
- Recess

## S
- Shuriken School
- Skunk Fu!
- Stitch!
- Stoked
- Suite Life of Zack & Cody, The
- Suite Life on Deck, The
- Super Hero Squad Show, The
- Starwars Rebels

## T
- Tofu's, De
- Totally Spies
- Team Galaxy
- Transformers

## V
- Vervangers, De
- Vijf, De
- Violetta

## W
- What's with Andy?
- Wanders Wereld

## X
- XD Extra
- XD Reporter

## Y
- Yin Yang Yo!

## Z
- Zeke & Luther